# Zboiska (powiat krośnieński)
Zboiska – wieś w Polsce położona w województwie podkarpackim, w powiecie krośnieńskim, w gminie Dukla. Leży 3 km od Dukli w dolinie Jasiołki przy drodze ekspresowej S19 na odcinku z Dukli do Miejsca Piastowego oraz przy drodze przez Wietrzno do Zręcina. 
W Zboiskach znajduje się stacja pomiaru stanu wody na rzece Jasiołka.
Wieś duchowna, własność opactwa cystersów koprzywnickich położona była w drugiej połowie XVI wieku w powiecie bieckim województwa krakowskiego. 
W latach 1975–1998 miejscowość należała administracyjnie do województwa krośnieńskiego.

## Historia
W 1227 r. Zboiska były własnością opactwa Cystersów z Koprzywnicy (z podarowania przez Mikołaja Bogorię Skotnickiego), co potwierdził w 1360 r. Kazimierz Wielki. W XV w. występują w aktach sołtysi Jakub ze Zboisk i Jakub Otrok. W 1474 r., w czasie walk o koronę węgierską dla młodego Kazimierza Jagiellończyka Zboiska zniszczyły wojska Macieja Korwina pod dowództwem Tomasza Tharczaya i w związku z tym wieś została zwolniona przez króla z płacenia podatków przez 3 lata.
W czasie potopu szwedzkiego w 1657 roku wieś została zniszczona przez współpracujących ze Szwedami siedmiogrodzian Jerzego II Rakoczego. Kolejnych zniszczeń dokonały oddziały szwedzkie w czasie III wojny północnej w 1703 i w 1704 r., a następnie wojska zaborcze Austriaków w 1772 r., którzy przepędzali konfederatów barskich. W 1772 r. wybudowali oni tu za pomocą jeńców drogę murowaną z Dukli do Lwowa. Hrabia Ewaryst Andrzej Kuropatnicki w wydanym po raz pierwszy w 1786 r. dziełku pt. „Geografia (...) Galicyi i Lodomeryi” wspomniał wieś, która wówczas znajdowała się w cyrkule dukielskim: Zboiska. Wieś tym sławna, że na jej gruncie pierwszy most na rzece Jasionce, na drodze z Węgier do Lwowa, na arkadach dachem pokryty z facyatami murowany stanął.
W XIX w. Zboiska należały do Cezarego Męcińskiego, herbu Poraj (1809-przed 1890).
5 maja 1915 r. doszło tu do walki między dońskimi kozakami a Austriakami. Poległych pochowano na cmentarzu wojennym w Dukli, a Rosjan w lesie Popardy.
W czasie drugiej wojny światowej w tym lesie w leśniczówce Karniów był punkt przerzutowy na Węgry i punkt zborny Placówki Dalia AK. W czasie okrążenia udało się z niej uciec partyzantom: J. Kopcza - Waldemar, a Such - Mściciel i St. Karnia - Longinus, natomiast leśniczy Wojciech Karnia trafił do obozu w Oranienburgu.
W 1944 r. w czasie operacji dukielsko-preszowskiej po ciężkich walkach 20 września wkroczyły tu oddziały radzieckie.

## Infrastruktura
- murowana kapliczka z XIX w. z rzeźbą św. Antoniego[10]
- Sala Królestwa zboru Świadków Jehowy: Dukla[11]

## Związani ze Zboiskami
- Ignacy Dawidowicz (1816–1873) – powstaniec styczniowy 1863.